# 在長崎中華人民共和国総領事館
在長崎中華人民共和国総領事館（ざいながさきちゅうかじんみんきょうわこくそうりょうじかん、簡体字中国語: 中华人民共和国驻长崎总领事馆、英語: Consulate-General of the People's Republic of China in Nagasaki）、在長崎中国総領事館（簡体字中国語: 中国驻长崎总领事馆、英語: Consulate-General of China in Nagasaki）は、中華人民共和国が日本の長崎県長崎市に設置している総領事館である。
1985年5月8日、在大阪総領事館および在札幌総領事館に次ぐ3番目の駐日総領事館として在福岡総領事館と同時に長崎市に開設された。初代総領事は王振宇。

## 所在地
〒852-8114 長崎県長崎市橋口町10-35

## 業務管轄区域
長崎県

## 総領事
| 代 | 氏名（日本語） | 氏名（中国語簡体字） | 着任       | 退任       | 備考                            |
| -- | -------------- | -------------------- | ---------- | ---------- | ------------------------------- |
| 1  | 王振宇         | 王振宇               | 1985年4月  | 1988年10月 | [ 5 ]                           |
| 2  | 顔万栄         | 颜万荣               | 1988年10月 | 1992年5月  | [ 5 ]                           |
| 3  | 孫平           | 孙平                 | 1992年12月 | 1996年1月  | 第8代札幌総領事、初代名古屋領事 |
| 4  | 曽文彬         | 曾文彬               | 1996年2月  | 1999年2月  | [ 5 ]                           |
| 5  | 張煥忠         | 张焕忠               | 1999年4月  | 2002年6月  | [ 5 ]                           |
| 6  | 王昆           | 王昆                 | 2002年6月  | 2006年12月 | [ 5 ]                           |
| 7  | 滕安軍         | 滕安军               | 2006年12月 | 2010年2月  | 第13代札幌総領事                |
| 8  | 李文亮         | 李文亮               | 2010年2月  | 2014年10月 | [ 5 ]                           |
| 9  | 鄧偉           | 邓伟                 | 2014年11月 | 2016年10月 | 第4代名古屋総領事               |
| 10 | 劉亜明         | 刘亚明               | 2016年11月 | 2020年9月  | 第15代札幌総領事                |
| -  | 崔龍           | 崔龙                 | 2020年9月  | 2021年9月  | 総領事代理                      |
| 11 | 張大興         | 张大兴               | 2021年9月  | （現職）   | 第11代清津総領事                |

## 著名な在勤者
- 黄星原 - 第12代トリニダード・トバゴ駐箚大使（中国語版、英語版）、第13代キプロス駐箚大使（中国語版）